# Berninapass
Der Berninapass, rätoromanisch Pass dal Bernina, italienisch Passo del Bernina ist ein Alpenpass im Schweizer Kanton Graubünden, der auf einer Höhe von 2235 m ü. M. das Engadin im Norden mit dem Puschlav und dem italienischen Veltlin im Süden verbindet. Der Scheitel der Passstrasse liegt etwas weiter östlich auf 2327 m ü. M.

## Geographie
Der Berninapass liegt zwischen den Bernina- und Livigno-Alpen auf der Wasserscheide Schwarzes Meer/Adria zwischen den beiden Seen Lej Nair (Schwarzer See) und Lago Bianco (Weisser See). Der Lej Nair fliesst nach Norden über den Berninabach und gehört zum Einzugsgebiet des Inn, der Lago Bianco fliesst über Acqua da Pila und Poschiavino nach Süden und gehört zum Einzugsgebiet des Po. Hier verläuft die Grenze zwischen rätoromanischem und italienischem Sprachgebiet. In südlicher Richtung ist über das Val da Pila auf der Bernina-Westroute der Abstieg nach San Carlo (Poschiavo) über Cavaglia möglich. Diese Strecke wird von der Berninabahn genutzt.
Der gemeinhin als Berninapass bezeichnete Strassenpass liegt noch einmal 93 Meter höher und überwindet den Höhenzug zwischen dem Val da Pila und dem Val Laguné. Diese Strecke wird auch als Bernina-Ostroute bezeichnet. Nahe der Passhöhe beim Lagh da la Cruseta steht das Berggasthaus Ospizio Bernina, die gleichnamige Bahnstation liegt südwestlich unterhalb am Ufer des Lago Bianco.
Von seinem Nährgebiet unterhalb des Piz Cambrena fliesst der Cambrenagletscher gegen den Lago Bianco hinunter. Er erreichte zur Zeit seines Hochstandes um 1850 fast den See und bot bis zum Beginn des 21. Jahrhunderts einen imposanten Anblick.

### Klimatabelle
|                        | Jan   | Feb   | Mär  | Apr  | Mai  | Jun  | Jul  | Aug  | Sep | Okt  | Nov  | Dez  |   |       |
| Mittl. Temperatur (°C) | −7,2  | −7,5  | −5,3 | −2,4 | 2,7  | 6,4  | 9,2  | 8,9  | 5,2 | 1,7  | −3,5 | −6,3 | ⌀ | 0,2   |
| Mittl. Tagesmax. (°C)  | −3,7  | −3,7  | −1,4 | 1,5  | 7,0  | 11,1 | 14,0 | 13,4 | 9,4 | 5,5  | −0,2 | −3,0 | ⌀ | 4,2   |
| Mittl. Tagesmin. (°C)  | −10,8 | −11,2 | −8,8 | −5,5 | −0,6 | 2,8  | 5,6  | 4,0  | 2,4 | −1,0 | −6,3 | −9,6 | ⌀ | −3,2  |
|                        |       |       |      |      |      |      |      |      |     |      |      |      |   |       |
| Niederschlag (mm)      | 108   | 83    | 110  | 165  | 175  | 160  | 146  | 149  | 152 | 178  | 187  | 125  | Σ | 1738  |
|                        |       |       |      |      |      |      |      |      |     |      |      |      |   |       |
| Regentage (d)          | 7,6   | 6,9   | 7,9  | 10,6 | 13,1 | 11,5 | 11,4 | 12,0 | 9,3 | 10,5 | 9,5  | 8,5  | Σ | 118,8 |
|                        |       |       |      |      |      |      |      |      |     |      |      |      |   |       |
| Luftfeuchtigkeit (%)   | 63    | 65    | 67   | 72   | 72   | 69   | 67   | 70   | 71  | 70   | 68   | 66   | ⌀ | 68,3  |

| −10,8 |

| −11,2 |

| −8,8 |

| −5,5 |

| −0,6 |

| 2,8 |

| 5,6 |

| 4,0 |

| 2,4 |

| −1,0 |

| −6,3 |

| −9,6 |

| −10,8 |

| −11,2 |

| −8,8 |

| −5,5 |

| −0,6 |

| 2,8 |

| 5,6 |

| 4,0 |

| 2,4 |

| −1,0 |

| −6,3 |

| −9,6 |

## Geschichte

### Vorgeschichte
Der Bernina stellt eine jahrtausendealte Verbindung der ebenfalls jahrtausendealten Kulturlandschaften des oberen Engadins um St. Moritz mit dem Veltlin dar. So wurden nicht nur in St. Moritz zahlreiche Funde gemacht, die bis in die Bronzezeit datieren, sondern auch auf der anderen Seite des Berninas im Veltlin. Unter anderen fand man bei Teglio, dem römischen Tillium, welches wahrscheinlich dem Veltlin, dem Val Tillium, seinen Namen gab, zahlreiche steinzeitliche Menhire mit rätselhaften Ritzzeichnungen, wie man sie in grossen Teilen Europas fand. Aus solchen Funden kann geschlossen werden, dass es schon in vorhistorischer Zeit einen Passverkehr über den Bernina gab, der in römischer Zeit auch noch anwuchs. Dennoch gehörte der Bernina nie so recht zu den wichtigen Pässen. Der Aufstieg begann erst im hohen Mittelalter, im späten Mittelalter errang der Pass tatsächlich eine gewisse Bedeutung für den Handel. Dennoch stand der Bernina immer im Schatten benachbarter Pässe wie des Malojas oder Ofenpasses.

### Neuzeit

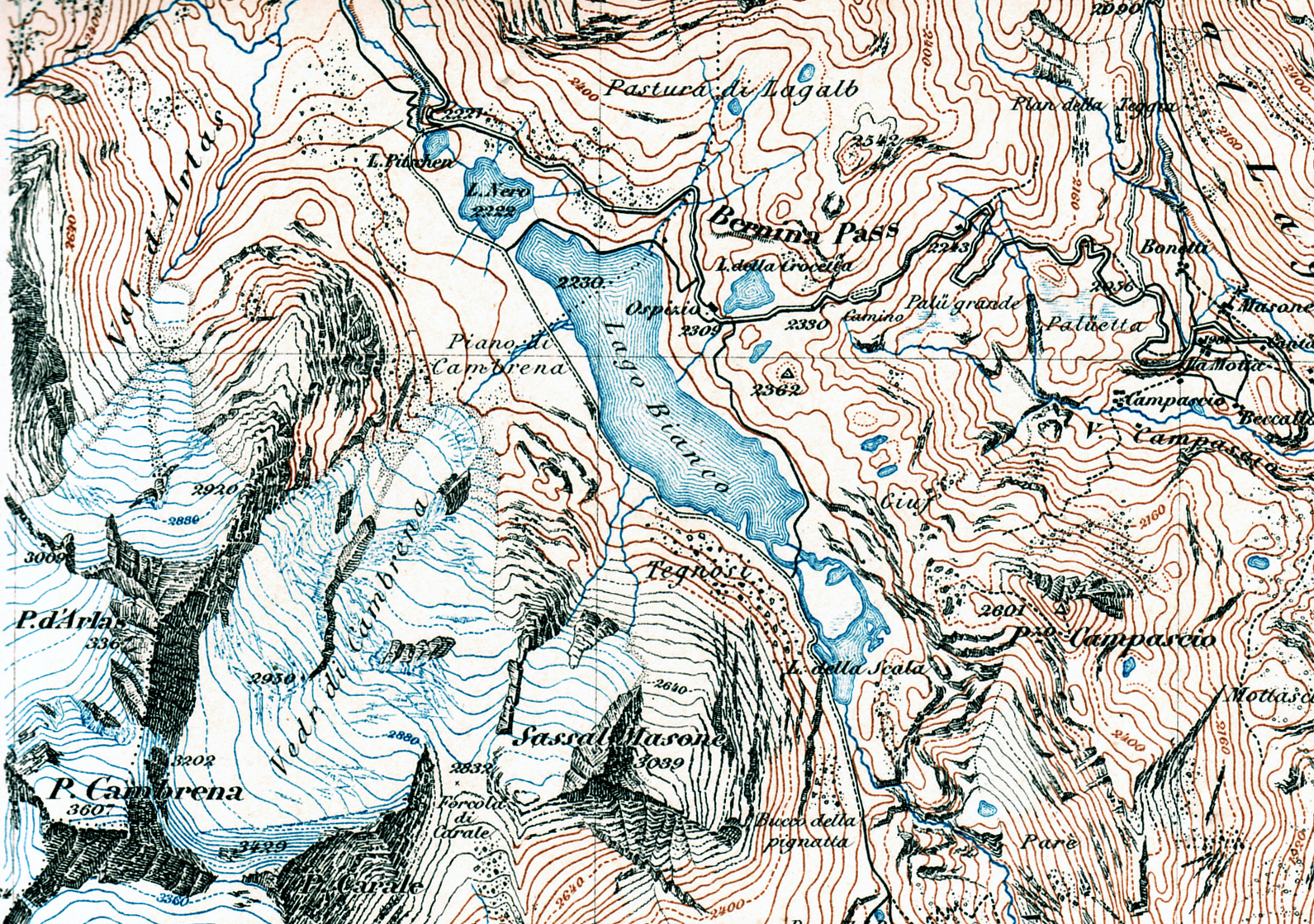
Topographische Karte der Schweiz, 1877

Der Pass bildet die Hauptverkehrsader zwischen dem Engadin und dem Veltlin. Gegenüber Septimer und Splügen durch die periphere Lage im Nachteil, führte über den Bernina nie eine alpenquerende Transitroute von europäischer Bedeutung. Für den Wegunterhalt waren die Gemeinden verantwortlich; die Porten (Transportgenossenschaften) spielten eine eher untergeordnete Rolle. Die topographisch günstige Regionalverbindung wurde wichtiger, als die Drei Bünde 1512 das Veltlin eroberten und damit die Republik Venedig als Grenznachbarn gewannen. Um 1550 richtete Frankreich einen ständigen Kurierdienst zwischen Lyon und Venedig über die Pässe Albula, Bernina und Aprica ein.
Streng genommen handelt es sich beim Berninapass um zwei parallel verlaufende Wege, die südseits ins Val Laguné beziehungsweise in den Talkessel von Cavaglia führen; Armon Planta nennt sie kurz Bernina-Ost und Bernina-West. Welche Route bevorzugt wurde, wechselte im Lauf der Zeit mehrfach, auch abhängig von Jahreszeit, Schneelage und aktuellem Zustand der Wege. Die insgesamt kürzere Westroute verläuft auf einer längeren Strecke oberhalb der Waldgrenze und ist deshalb stärker durch Lawinen und Schneeverwehungen gefährdet. Urkunden belegen Ausbauten der Westroute 1552, der Ostroute 1645. Nachdem sich 1729 und 1779 schwere Lawinenunglücke ereignet hatten, wurde es verboten, die Westroute im Winter zu benutzen. Als wichtigste Transportgüter wurden zu Zeiten des Saumverkehrs Wein und Korn nach Norden befördert, Vieh und Käse nach Süden. Eine historische Säumerstation ist der Weiler La Rösa auf der Südseite des Passes.

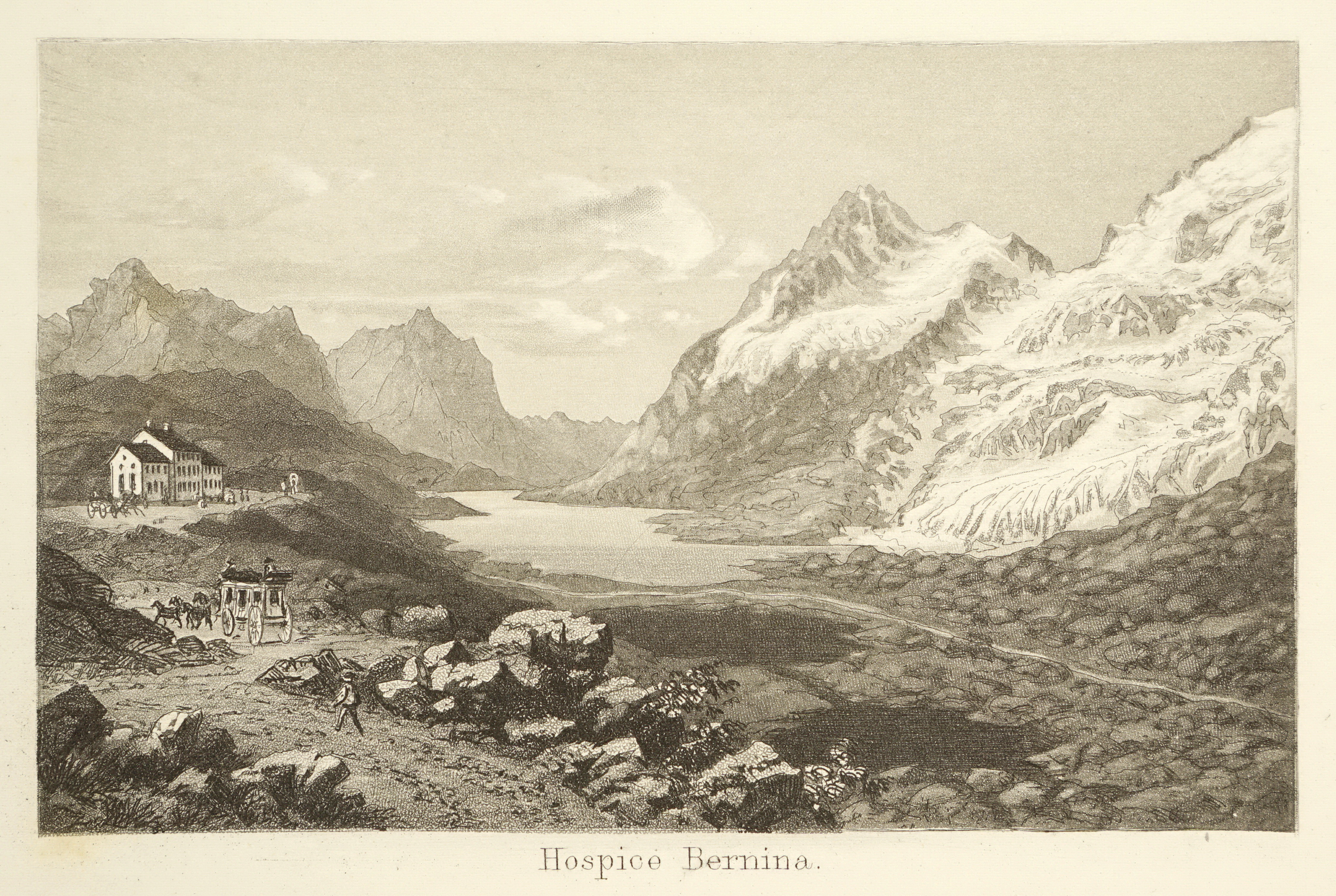
Erste Fahrstrasse und Hospiz kurz nach der Eröffnung 1865, mit Lago Bianco und Cambrenagletscher. Radierung von Heinrich Müller

Beim 1842 begonnenen Bau der Fahrstrasse entschied man sich für Bernina-Ost; die Ingenieur-Arbeiten machte Rudolf Albertini (1821–1896) von Zuoz mit der Hilfe des Bündner Oberingenieurs Richard La Nicca. Im Jahr 1865 wurden die Arbeiten abgeschlossen und auch das auf 2307 m knapp westlich des Scheitelpunktes gelegene Hospiz eröffnet. Die seither mehrfach verbreiterte Strasse wird seit 1965 ganzjährig offen gehalten, obwohl auf dem Pass während etwa acht Monaten im Jahr Schnee liegt. Damit ist der Berninapass einer der höchsten ganzjährig offenen Pässe der Alpen.
Während der beiden Weltkriege wurde der Berninapass gegen Angreifer aus dem Puschlav bei der Sperrstelle Berninahäuser befestigt.

## Berninabahn und Seilbahnen
Die in ersten Teilabschnitten 1908 eröffnete und von Beginn an elektrisch betriebene meterspurige Berninabahn überquert den Pass seit 1910, seit 1913 auch im Winter. Die mit Blick auf gute touristische Erschliessung der landschaftlichen Schönheiten angelegte Linie folgt weitgehend der Route Bernina-West. Mit ihrer bei der Station Ospizio Bernina erreichten Scheitelhöhe von 2253 m gilt sie als höchste Alpentransversale. Zur Nutzung der Wasserkraft wurden am Nord- und am Südende des Lago Bianco Staumauern errichtet. Der nutzbare Inhalt des Stausees beträgt etwa 18 Millionen Kubikmeter.
Seit 1956 erschliesst die Luftseilbahn Bernina-Diavolezza ein Gletscherskigebiet am Munt Pers auf der Nordseite des Passes; sie wurde 1980 erneuert. Seit 1963 führt eine Seilbahn auf den Piz Lagalb.

## Bilder

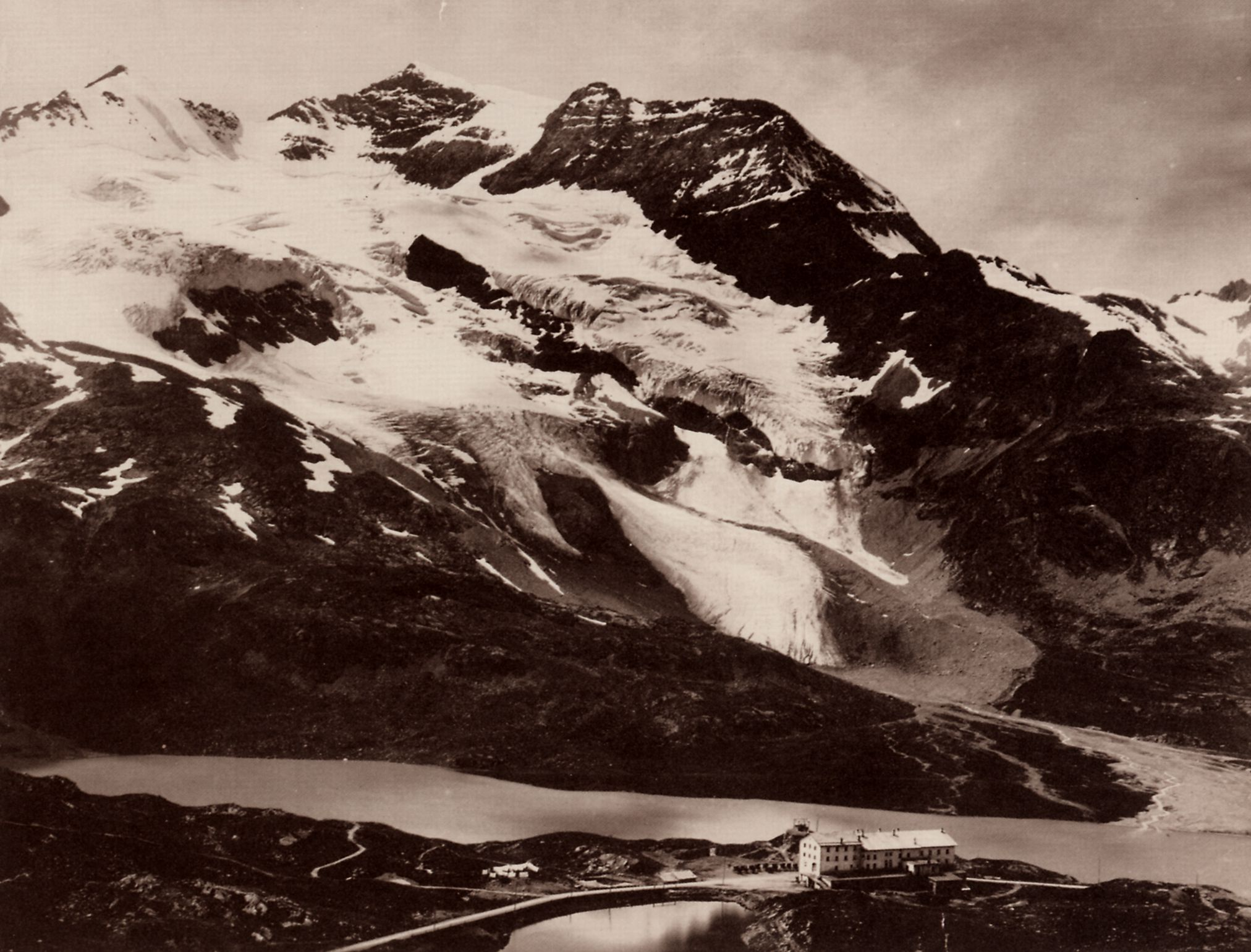
1900: Passstrasse und Hospiz am kleinen Lagh da la Cruseta; Lago Bianco (70 m tiefer gelegen); Cambrenagletscher (Foto: Giorgio Sommer)
Luftbild von Werner Friedli (1954): rechts der Lagh da la Cruseta, hinter dem Lago Bianco der Lej Nair
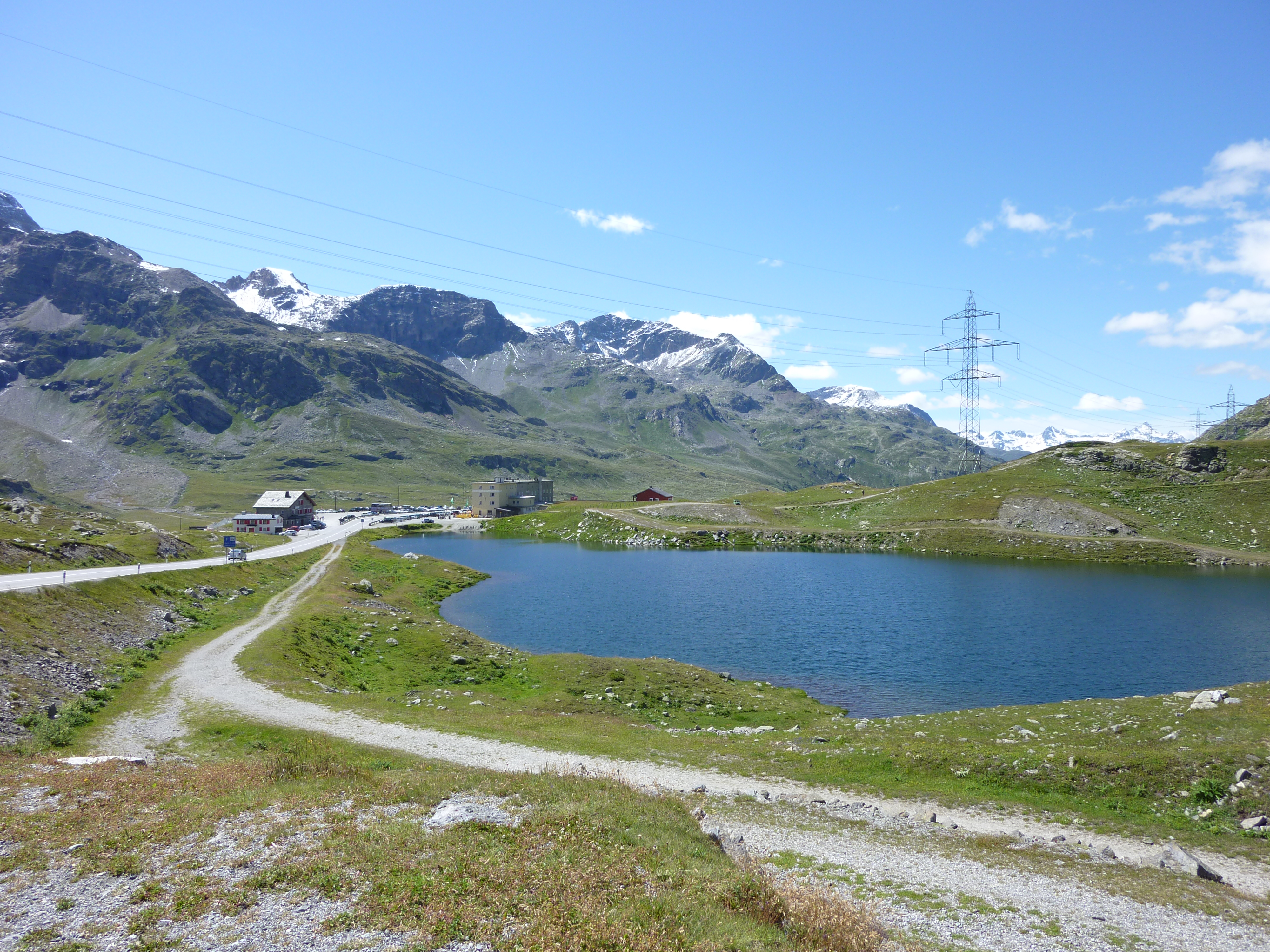
Hospiz und Lagh da la Cruseta (2010)
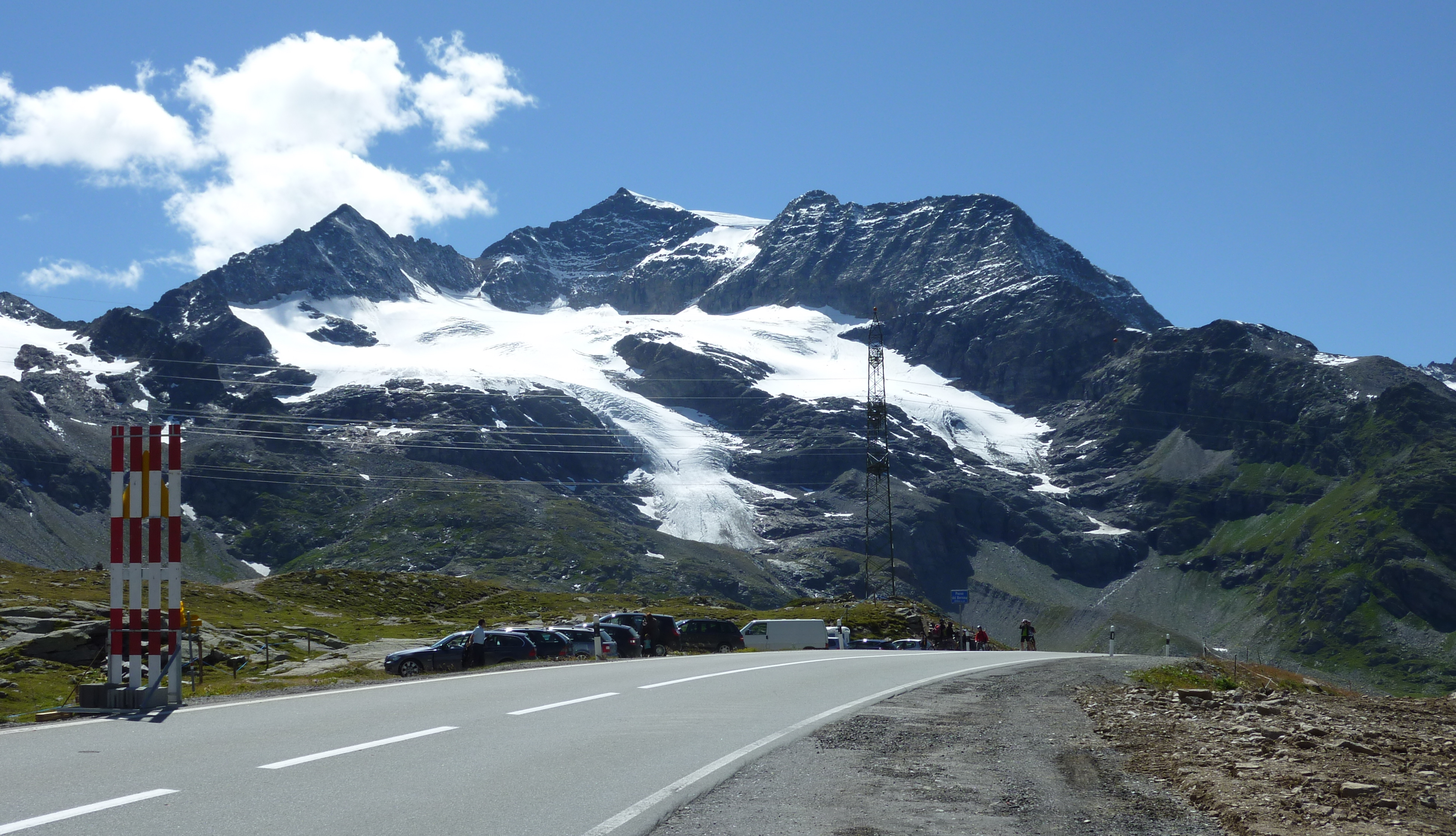
Höchster Punkt der Passstrasse; Cambrenagletscher, Piz Caral, Piz Cambrena, Piz d’Arlas (2010)
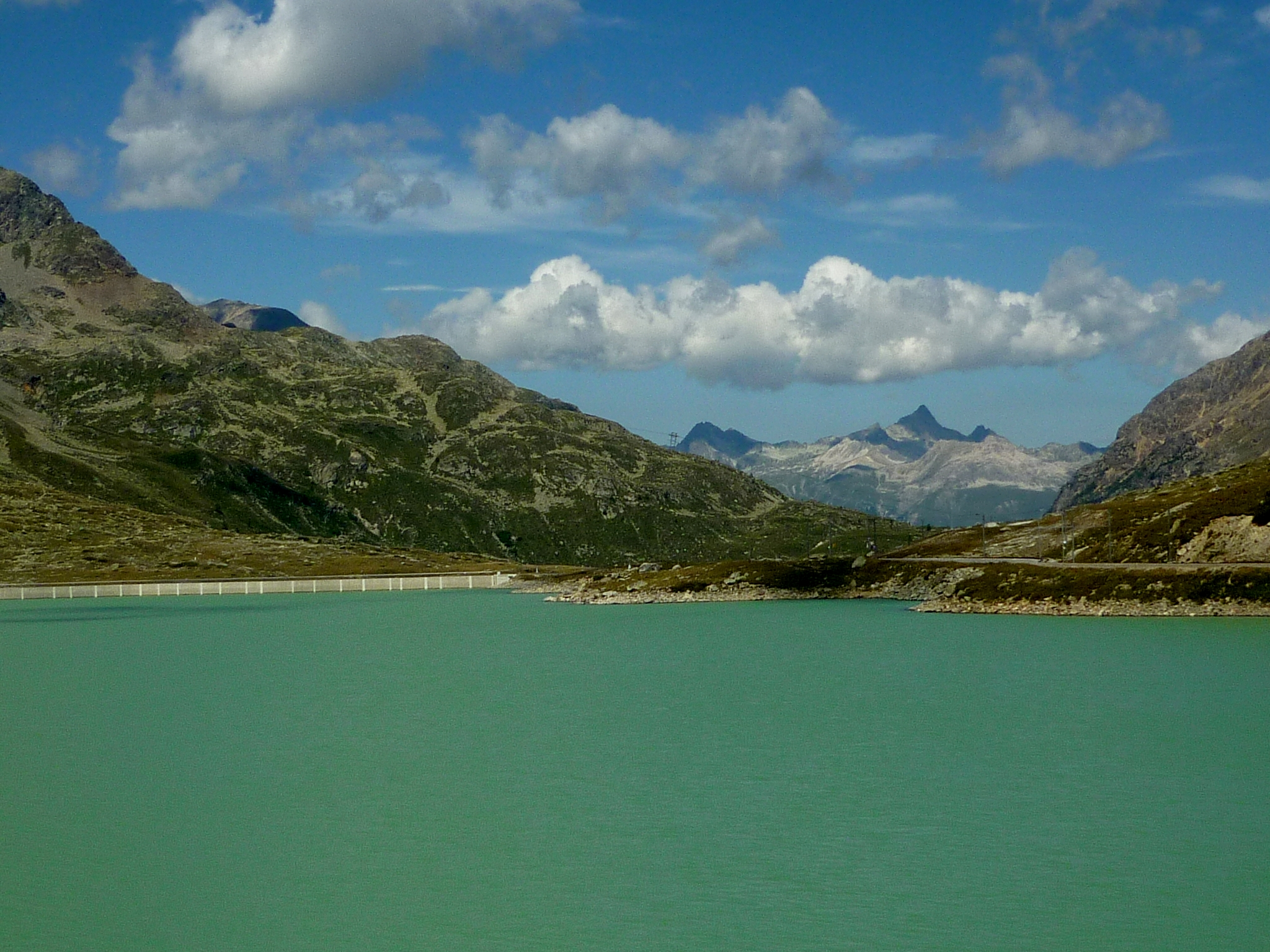
Der Lago Bianco verdankt seine milchig-grüne Farbe dem Schmelzwasser des Cambrenagletschers
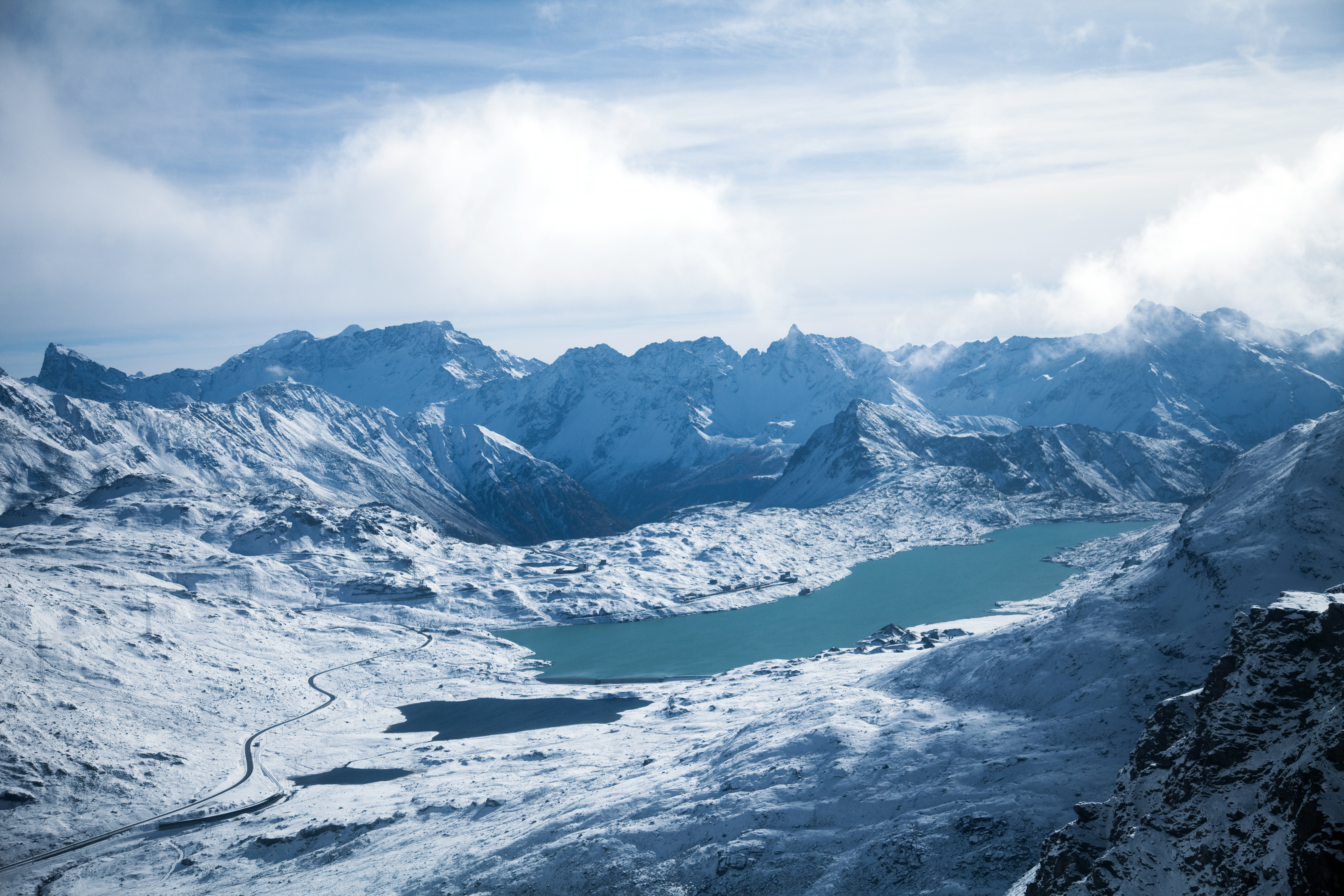
Lago Bianco, Lej Nair und Berninapass von der Diavolezza-Seilbahn (Oktober 2010)
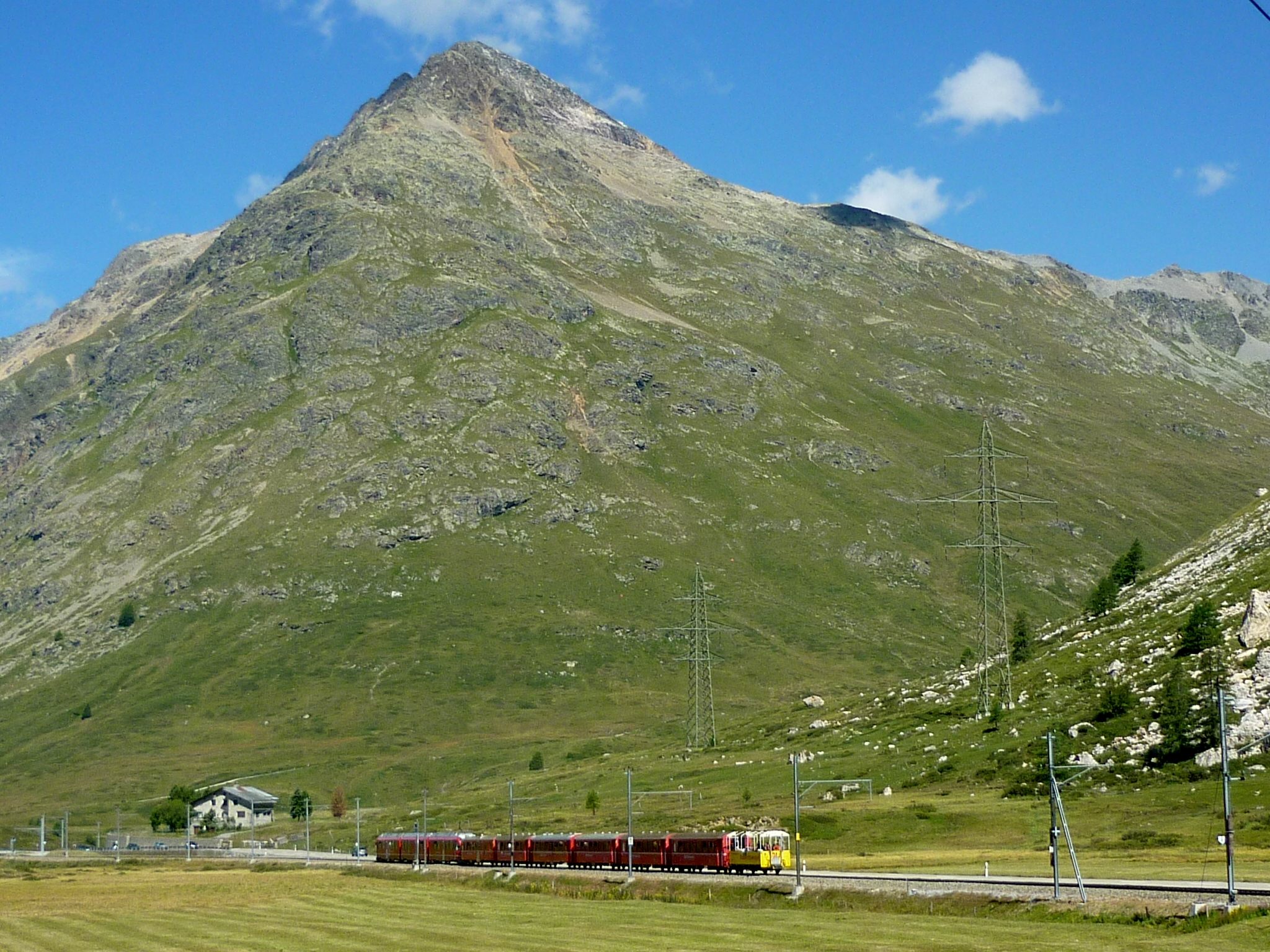
Berninabahn am Piz Albris